# Лянас
Лянас (Catalan pronunciation: [ʎəˈnas]) — муніципалітет у піренейському регіоні Рипульєс в Жироні, Каталонія, Іспанія. Парафіяльна церква є романською церквою: Сант-Естеве-де-Льянарс.
Назва села задокументована з 1068 року у формі Llenars.